# Gronowice (Basse-Silésie)
Pour l’article homonyme, voir Gronowice (Opole).
Gronowice est une localité polonaise de la gmina de Dziadowa Kłoda, située dans le powiat d'Oleśnica en voïvodie de Basse-Silésie.